# 柴田勝二
柴田 勝二（しばた しょうじ、1956年1月 - ）は、日本の日本近代文学研究者。梅光学院大学文学部教授、東京外国語大学名誉教授。博士（文学）（大阪大学・2002年）。

## 学歴
- 1980年　大阪外国語大学外国語学部フランス語学科卒業
- 1986年  大阪大学大学院文学研究科芸術専攻博士後期課程単位取得退学
- 2002年7月、博士（文学）（大阪大学）の学位を取得（論文博士）、学位論文の題は、「三島由紀夫 魅せられる精神」

## 職歴
- 1988年4月　山口大学人文学部 講師
- 1990年4月　同 助教授
- 1993年4月　相愛大学人文学部 助教授
- 1998年4月　東京外国語大学外国語学部 助教授
- 2002年4月　同 教授
- 2009年4月　東京外国語大学総合国際学研究院 教授（言語文化部門文化研究系・大学院重点化による配置換え）
- 2015年4月　東京外国語大学国際日本学研究院 教授
- 2021年3月　東京外国語大学定年退職、名誉教授
- 2021年4月　梅光学院大学文学部 教授

## 著書
- 『大江健三郎論 - 地上と彼岸』（有精堂出版） 1992
- 『三島由紀夫 魅せられる精神』（おうふう） 2001
- 『〈作者〉をめぐる冒険 - テクスト論を超えて』（新曜社） 2004
- 『漱石のなかの〈帝国〉 - 「国民作家」と近代日本』（翰林書房） 2006
- 『中上健次と村上春樹 - 〈脱六〇年代〉的世界のゆくえ』（東京外国語大学出版会） 2009
- 『夏目漱石と村上春樹 二人の国民作家が描いた<日本>』（祥伝社新書） 2011
- 『三島由紀夫 作品に隠された自決』（祥伝社新書） 2012
- 『夏目漱石 「われ」の行方』（世界思想社） 2015
- 『私小説のたくらみ 自己を語る機構と普遍性』（勉誠出版） 2017
- 『谷崎潤一郎 美と生命の間』（勉誠出版） 2021
- 『劇作家 三島由紀夫――「お芝居」のなかの告白 』（花書院） 2024

### 共編
- 『世界文学としての村上春樹』（加藤雄二共編、東京外国語大学出版会） 2015

## 論文
- Cinii